# Miguel León-Portilla

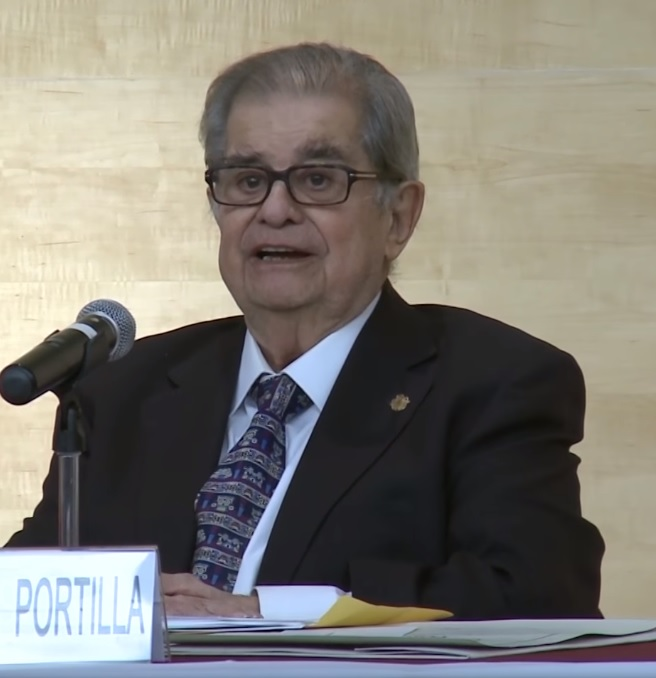
Miguel León-Portilla

Miguel León-Portilla (Mexico-Stad, 22 februari 1926 – aldaar, 1 oktober 2019) was een Mexicaanse antropoloog en Mexicanist. Hij wordt beschouwd als de belangrijkste autoriteit op de taal- en letterkunde en de filosofie van het Nahuatl.

## Levensloop
León-Portilla ontving in 1956 zijn doctorstitel in de filosofie summa cum laude met een these over de Nahuatl-filosofie. Hij deed dit onder Ángel María Garibay. Hij was de mening toegedaan dat wat de Europeanen goden noemden, voor de Azteken in werkelijkheid manifestaties waren van een dubbelgodheid Ometeotl/Omecihuatl.
León-Portilla was leider van een beweging die streefde naar herwaardering van de Nahuatl literatuur, niet alleen de klassieke maar ook de moderne. Nahuatl wordt immers nog door meer dan een miljoen mensen gesproken. Hij is er dan ook mede voor verantwoordelijk dat sommige scholen in Mexico tegenwoordig tweetalig zijn ingericht. 
León-Portilla bracht ook de werken van Bernardino de Sahagún, een van de belangrijkste bronnen over de Azteekse beschaving, weer naar voren. Hij verklaarde dat Sahagún de eerste antropoloog was omdat hij in zijn manier van werken de tijd ver vooruit was. Sahagún maakte aan de hand van gesprekken met oudere Azteken uitgebreide werken over het leven van de Azteken. Van de Spaanse autoriteiten moest hij zijn werk echter inkorten. Zijn uiteindelijke werk, de Florentijnse codex, werd nooit gepubliceerd. Voor León-Portilla was er slechts één incomplete vertaling, een Duitse vertaling.
Een van de bekendste boeken van León-Portilla is La visión de los vencidos ("De visie van de verslagenen", internationaal bekend als "Gebroken speren"). Het boek beschrijft aan de hand van Azteekse geschriften, vanuit de ogen van de Azteken, de val van het Azteekse rijk en is in een groot aantal talen vertaald.
Door het werk van León-Portilla wordt Tlacaellel, die oorspronkelijk als onbelangrijke priester beschouwd werd, tegenwoordig als 'mastermind' van het Azteekse imperium gezien.
Hij stierf op 93-jarige leeftijd.
- Bibsys: 90142198
- Biblioteca Nacional de España: XX960723
- Bibliothèque nationale de France: cb11912473v (data)
- Catàleg d'autoritats de noms i títols de Catalunya: 981058512906706706
- CiNii: DA01992661
- Gemeinsame Normdatei: 122477820
- International Standard Name Identifier: 0000 0001 2147 3569
- Library of Congress Control Number: n80063275
- Nationale Bibliotheek van Letland: 000075881
- Bibliotheek van het Japanse parlement: 00447063
- Nationale Bibliotheek van Tsjechië: jn19990005009
- Nationale Bibliotheek van Israël: 987007264458005171
- Nationale en Universitaire bibliotheek Zagreb: 000308966
- Nederlandse Thesaurus van Auteursnamen: 073356409
- Réseau des bibliothèques de Suisse occidentale: 02-A003518746
- Istituto Centrale per il Catalogo Unico: RAVV082716
- Système universitaire de documentation: 026983559
- Virtual International Authority File: 109396473
- WorldCat: E39PBJgRX47XprtjhDDpwhppT3